# Victor Alix
Pour les articles homonymes, voir Alix.
 (novembre 2021).
La mise en forme du texte ne suit pas les recommandations de Wikipédia : il faut le « wikifier ».
Les points d'amélioration suivants sont les cas les plus fréquents. Le détail des points à revoir est peut-être précisé sur la page de discussion.
- Les titres sont pré-formatés par le logiciel. Ils ne sont ni en capitales, ni en gras.
- Le texte ne doit pas être écrit en capitales (les noms de famille non plus), ni en gras, ni en italique, ni en « petit »…
- Le gras n'est utilisé que pour surligner le titre de l'article dans l'introduction, une seule fois.
- L'italique est rarement utilisé : mots en langue étrangère, titres d'œuvres, noms de bateaux, etc.
- Les citations ne sont pas en italique mais en corps de texte normal. Elles sont entourées par des guillemets français : « et ».
- Les listes à puces sont à éviter, des paragraphes rédigés étant largement préférés. Les tableaux sont à réserver à la présentation de données structurées (résultats, etc.).
- Les appels de note de bas de page (petits chiffres en exposant, introduits par l'outil «  Source ») sont à placer entre la fin de phrase et le point final[comme ça].
- Les liens internes (vers d'autres articles de Wikipédia) sont à choisir avec parcimonie. Créez des liens vers des articles approfondissant le sujet. Les termes génériques sans rapport avec le sujet sont à éviter, ainsi que les répétitions de liens vers un même terme.
- Les liens externes sont à placer uniquement dans une section « Liens externes », à la fin de l'article. Ces liens sont à choisir avec parcimonie suivant les règles définies. Si un lien sert de source à l'article, son insertion dans le texte est à faire par les notes de bas de page.
- La présentation des références doit suivre les conventions bibliographiques. Il est recommandé d'utiliser les modèles {{Ouvrage}}, {{Chapitre}}, {{Article}}, {{Lien web}} et/ou {{Bibliographie}}. Le mode d'édition visuel peut mettre en forme automatiquement les références.
- Insérer une infobox (cadre d'informations à droite) n'est pas obligatoire pour parachever la mise en page.

Pour une aide détaillée, merci de consulter Aide:Wikification.
Si vous pensez que ces points ont été résolus, vous pouvez retirer ce bandeau et améliorer la mise en forme d'un autre article.
Victor Louis Marie Émile Alix est un chef d'orchestre, compositeur de musique pour piano, de chansons, d'opérettes, de comédies musicales et de musiques de films français né à Cherbourg le 17 février 1886 et mort à Nevers le 13 novembre 1968.

## Biographie
Victor Alix est le fils d'Émile Alix, organiste titulaire à Notre-Dame-de-Calais puis à l'église Saint-Léon au Havre. Il composa des œuvres religieuses et profanes. 
Il épouse Blanche Girardot en 1911 à Saint-Mandé. Celle-ci a régulièrement collaboré avec son époux. Elle meurt le 21 novembre 1937, à la Pitié Salpêtrière, des suites d'un accident de voiture. Romain Coolus a dédié à Blanche et Victor Alix le poème « Les vieux de l'hospice ». 
En 1923, il devient sociétaire définitif de la Société Lyrique, comme Anatole France et Romain Coolus.
Il devient sociétaire de la Société des auteurs et compositeurs dramatiques le 20 janvier 1928. Ses parrains sont Romain Coolus et Léo Pouget.
En 1935, il forme un orchestre, qui joue tous les soirs à la Brasserie du Globe.
Victor Alix reçoit le Prix Joubert en 1941, le Prix Labbé en 1948 et le Prix Centenaire en 1950.

## Œuvres

### Théâtre
- 1921 : Princesse Lily, opérette en 3 actes de Jean Charles Vaumousse
- 1922 : You-you, opérette en 3 actes de Jacques Ardot et Jacques Sirrah
- 1922 : Lulu, opérette en 2 actes de Alin Monjardin, musique de Victor Alix
- 1923 : Pincette, opérette en 3 actes de Jacques Ardot et Charles Poidlouë, musique de Victor Alix

Représentations à la Fauvette Concert
- 1924 : Le Petit Geste, opérette en 3 actes de Jacques Ardot et Charles Poidlouë, musique de Victor Alix[8]

Avec Marcel Lamé, Félix Grouillet, Rachel Archer, Germaine Deroye, Pierre Serres, Gladys Nelson, Yvonne Lannes
- 1925 : Quand on a fait ça une fois..., vaudeville-opérette en 3 actes de André Sylvane, Benjamin Rabier, Charles-Alexis Carpentier, musique de Victor Alix[9]. Représentations à la Gaîté Rochechouart en 1925

Avec Lucette Darbelle (Lucette De Bellevue), Gladys Carlisle (Suzy Rawlinson), Denise Cayrol (Gaby Chinon), Suzanne Ary (Eva Molitor), Serjius (Blaise Antoine), Georges Bever (Molitor), Jean Deiss (Marcel De Cégy), Gaby Basset (Juliette), Max Révol (Chinon), René Marvel (De Civrette), Harry Mudson (Maître Deschamps), Maurice (Bobby)
Chef d'orchestre : René Souvêtre
- 1926 : Les Bleus de l'amour, opérette en 3 actes de Romain Coolus, couplets de Blanche Alix et Henry Jacques, musique de Victor Alix [10]

Représentations au Théâtre de l'Avenue, Apollo, Montrouge, Ternes, Moncey, Nouveau Théâtre, Gobelins, Grenelle
Avec Henry Defreyn (Gaspard De Phalènes), Paul Villé (Bertrand De Simières), Marcel Carpentier (Bigorne), René Bazin (Le Président Brunin), Emile Regiane (Alfred Brunin), Flore Mally (Emmeline De Phalènes), Germaine Charley (Comtesse Luce De Simières), Kitty Kelly (Mimi Bertin), Betty Rack (Jeanne)
Une version filmée est sortie le 21 janvier 1933. 
- 1927 : Pas une secousse, comédie musicale en 3 actes de Romain Coolus, Blanche Alix et Henry Jacques, musique de Victor Alix [11]

Création au Théâtre Garnier à Monte Carlo
Avec Germaine Charley, Jane Montange, Lily May, Rosette Lilois, Germaine Dambly, Paul Villé, Saturnin Fabre, René Bazin, Emile Regiane, Cerley, René Costal, Séverin Barral, Thirat
- 1932 : Boby chéri, opérette en 3 actes de Romain Coolus et Jacques Ardot, musique de Victor Alix, mise en scène de Paul Villé [12]

Représentations à la Scala en 1932
Avec Robert Burnier (Boby chéri), Max Révol (Frédéric Balizet), Jean Monet (Koukourevitch), Delpierre (Bernard Giraud), Georges Germain (Olive), Nina Myral (Véronique), Flore Mally (Suzanne), Josylla (Maud), H. Cochois (1er marin)
Orchestre : Martin Garcias
- 1932 : Mon amant !... opérette en 3 actes de H. Darcourt, Maurice Lupin et Jacques Ardot, musique de Victor Alix, mise en scène de Paul Villé [13]

Représentations à la Scala en 1932
Avec Henry Defreyn (Julien de Château-Fronsac), Paul Villé (Paul Charvet), Nollet (Lemarquis), R. Duvernet (Méry), Fonson (Irène)
G. Charley (Baronne de Mazelle), G. Brédy (G. Charvet), S. Gossen (Jeanne), Tatyana (Madame de Brignolles), S. Paris (Simone)
Orchestre : Martin Garcias
- 1934 : Acajou, opérette, livret de Léon Guillot de Saix, Pierre de Wattyne et Georges Desplas, musique de Victor Alix [14]
- 1936 : Les Amours du Marquis de Sade, opérette en 3 actes de Eugène et Edmond Joullot, musique de Victor Alix [15]

Représentations à la Scala en 1936
Avec Alberto del Ponti, Marguerite Surgères, Jane Dorban, Jetty Baldy, Yvonne Davryl, Mireille Guy
- 1938 : Le Club des Fadas, opérette en 3 actes de Eugène et Edmond Joullot, musique de Victor Alix, Gonnella et Mariusi [16]

Avec Milly Mathis, Dumiel, Sardou, Raymonde Dupré, Gilberte Ducamp, Ginette Assé
Cette opérette a inspiré le film Le Club des Fadas réalisé par Emile Couzinet en 1939. 
- 1941 : L'Ecole buissonnière, de Pierre Varenne et Saint-Granier, musique de Georges van Parys [17]

Représentations au Théâtre des Nouveautés
Avec Ginette Leclerc, Simone Héliard, France Aubert, Robert Burnier, Pierre Etchpare
Direction musicale : Victor Alix
- 1941 : Rodolphe [18]

Représentations au Théâtre des Nouveautés
Dirigé par Victor Alix
- 1945 : Flossie, opérette [19]

Représentations au théatre municipal de Reims
Direction musicale : Victor Alix

### Musique
- Les vieux succès français : époque 1910-1915 : pot-pourri chanté / Annette Lajon, chant ; Réda Caire, chant ; Victor Alix, dir. orch. Lajon, Annette (1901-1984)[20].
- Princesse Lilly (Valse hésitation) (orch, dir. Laurent Halet)
- Princesse Lilly (Tango) (orch, dir. Laurent Halet)
- You-You. Les mots d'amour (Fox-trot) (orch, dir. Laurent Halet)
- You-You. Le shimmy du chien (Shimmy) (orch, dir. Laurent Halet)
- You-You. Les affaires sont les affaires (Fox-trot) (orch, dir. Laurent Halet)
- You-You. Pour l'amour de You-You (One-step) (orch, dir. Laurent Halet)

### Cinéma
- 1928 : La Passion de Jeanne d'Arc[21] de Carl Dreyer, auteur de la musique
- 1928 : Shéhérazade[22] de Alexandre Volkoff, auteur de la musique avec Léo Pouget
- 1930 : Princes de la cravache[23], de Marcel L. Wion, directeur de la photo avec Joseph Barth
- 1930 : Le Défenseur[24] de Alexandre Ryder, auteur de la musique
- 1932 : Les Bleus de l'amour[25] de Jean de Marguenat, auteur de la musique
- 1932 : Azaïs [26]de René Hervil, auteur de la musique avec Henri Verdun
- 1934 : Midnight ou Call it murder de Chester Erskine, auteur de la musique